# Gejza Fritz

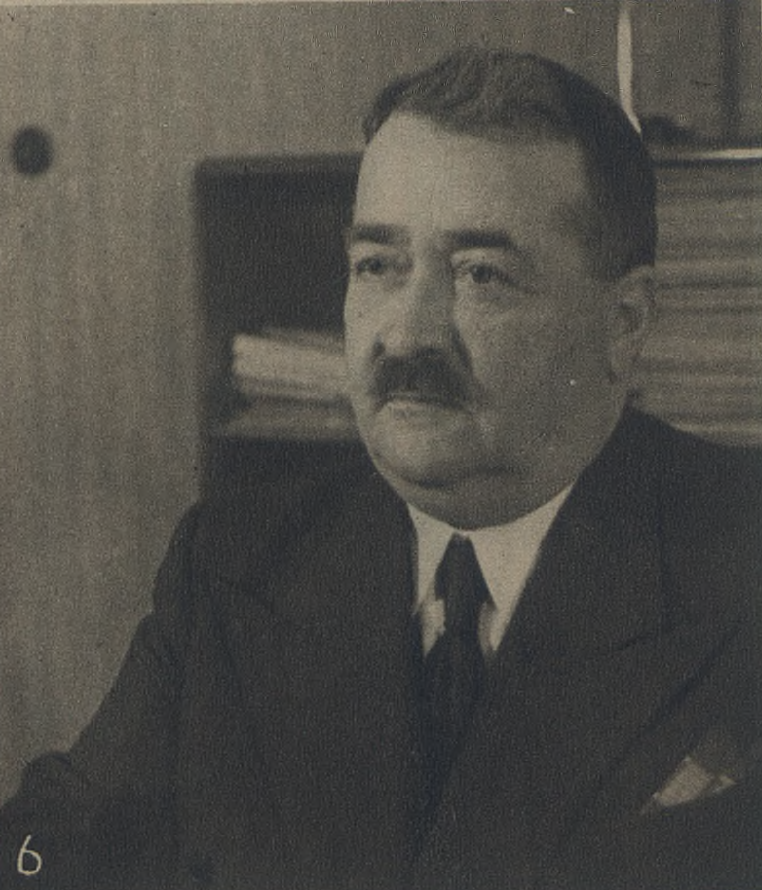
Gejza Fritz (1941)

Gejza Fritz (* 19. September 1880 in Solivar (heute Stadtteil von Prešov); † 20. Februar 1957 ebenda) war ein slowakischer und tschechoslowakischer Jurist, Politiker und Funktionär der Slowakischen Volkspartei. Von 1939 bis 1944 war er Justizminister der Ersten Slowakischen Republik.

## Leben
Fritz gehörte zu den ältesten Mitgliedern der Slowakischen Volkspartei und galt als einer der führenden Repräsentanten des katholisch-konservativen Parteiflügels um Jozef Tiso. Seine Tochter war mit einem Juden verheiratet.
Von 1925 bis 1935 war er Abgeordneter der Slowakischen Volkspartei im tschechoslowakischen Parlament. Von 1935 bis 1938 fungierte er als Senator. Gemeinsam mit anderen führenden Funktionären setzte sich Fritz für eine Autonomie der Slowakei innerhalb der Tschechoslowakischen Republik ein. Von 1938 bis 1939 war er Abgeordneter im autonomen slowakischen Landesparlament. 
Nach der Ausrufung der slowakischen Unabhängigkeit von Hitlers Gnaden wurde Fritz Justizminister. Daneben hielt er von 1939 bis 1944 auch den Posten des Vorsitzenden des Höchsten Verfassungsgerichts und war zwischen 1940 und 1943 Mitglied des sogenannten „Staatsrats“. 
Ende Oktober 1940 versuchte der faschistische Ministerpräsident Vojtech Tuka Fritz’ Entlassung und seine Ersetzung durch den pronazistischen Politiker Zoltán Finka durchzusetzen. Der Staatspräsident Tiso lehnte eine derartige Umbildung von Tukas Regierung jedoch ab, und so behielt Fritz seinen Ministerposten bis September 1944.
Nach dem Ende des Zweiten Weltkrieges wurde er vom tschechoslowakischen Volksgericht („Národný súd“) zu zwei Jahren Haft verurteilt.